# Stomatopora expansa
Stomatopora expansa är en mossdjursart som beskrevs av Alpheus Spring Packard 1863. Stomatopora expansa ingår i släktet Stomatopora och familjen Stomatoporidae. Inga underarter finns listade i Catalogue of Life.